# Женская сборная Швейцарии по хоккею на траве
Женская сборная Швейцарии по хоккею на траве — женская сборная по хоккею на траве, представляющая Швейцарию на международной арене. Управляющим органом сборной выступает Федерация хоккея на траве Швейцарии (англ. Swiss Hockey Federation).
Сборная занимает (по состоянию на 1 января 2015) 39-е место в рейтинге Международной федерации хоккея на траве (FIH).

## Результаты выступлений

### Чемпионат мира
- 1974 — 9-е место
- 1976 — 8-е место
- 1978—2014 — не участвовали

### Чемпионат Европы
II дивизион
- 2011 — 7-е место

III дивизион
- 2005 — 5-е место
- 2007 — 3-е место
- 2009 — 1-е место
- 2013 — 3-е место

### Чемпионат Европы по индорхоккею
I дивизион
- 1974 — 4-е место
- 1977—2000 — не участвовали

II дивизион
- 2002 — 4-е место
- 2004 — 5-е место
- 2006 — 5-е место
- 2008 — 3-е место
- 2010 — 4-е место
- 2012 — 4-е место
- 2014 — 4-е место